# 더 길티 (2021년 영화)
"더 길티"(영어: The Guilty)는 2021년에 개봉한 미국의 범죄 스릴러 영화이다. 앤트완 퓨콰가 감독을 맡았으며, 2018년 동명 덴마크 영화를 영어 리메이크한 작품이다,

## 출연진
- 제이크 질런홀
- 이선 호크
- 피터 사즈가드
- 라일리 키오
- 폴 데이노
- 바이런 파워스
- 더바인 조이 랜돌프
- 데이비드 카스타녜다
- 크리스티나 비달
- 에이드리언 마티네즈
- 빌 버
- 보 냅
- 이디 패터슨

## 플롯
더 길티(The Guilty)는 제이크 질런홀(Jacob Benjamin Gyllenhaal) 주연의 영화이나 촬영기법에서 나레이션(naration)을 능가하는 네러티브(narrative) 대화만으로 스릴(thrill)과 긴장감을 방출토록 하는 아주 정교하게 잘 짜여진 절제된 미학의 플롯(plot)위에 완성된  제이크 질런홀의 메소드 액팅(method acting)을 넘어서는 안정된 연기력을 보여주고있다.

## 같이 보기
- 브로크백 마운틴